# Zaječiće
Zaječiće (en serbe cyrillique : Зајечиће) est un village de Serbie situé dans la municipalité de Sjenica, district de Zlatibor. Au recensement de 2011, il comptait 225 habitants.

## Démographie
| 1948 | 1953 | 1961 | 1971 | 1981 | 1991 | 2002 | 2011 |
| ---- | ---- | ---- | ---- | ---- | ---- | ---- | ---- |
| 200  | 241  | 253  | 339  | 269  | 242  | 185  | 225  |

|  |